# Wacław Mauberg
Wacław Mauberg (ur. 25 lipca 1931 w Warszawie, zm. w czerwcu 2023 tamże) – polski samorządowiec, Przewodniczący Rady Miasta Gliwice (1990–1993), działacz Komitetu Obywatelskiego Solidarność w Gliwicach, felietonista, chemik.

## Życiorys
Urodził się 25 lipca 1931 w Warszawie. Lata 1934–1945 spędził w Wojkowicach w Zagłębiu Dąbrowskim. W latach 1945–2005 mieszkał w Gliwicach.

## Edukacja
Od kwietnia 1945 uczeń I Gimnazjum im. M. Kopernika w Będzinie, od grudnia 1945 uczeń V Liceum Ogólnokształcącego im. A. Struga w Gliwicach. Maturę uzyskał w 1950. Studiował na Wydziale Chemicznym Politechniki Śląskiej w Gliwicach, pracę magisterską z elektrochemii obronił w 1956 r.

## Praca zawodowa
- 1954–1956 Asystent prof. Ludwika Wasilewskiego[3] w Politechnice Śląskiej w Gliwicach.
- 1956–1959 ZZG Inco-Veritas – kierownik techniczny oddziału w Gliwicach.
- 1960–1962 Instytut Farb i Lakierów w Gliwicach – adiunkt.
- 1962–1965 Compagnie Française Thomson-Houston w Chauny (Francja) – pracownik laboratorium badawczego.
- 1965–1982 Biuro Projektów Przemysłu Nieorganicznego "Biprokwas" w Gliwicach – główny projektant Zakładów Chemicznych Police w Policach.
- 1982–2004 Właściciel Wytwórni Farb "Malwa" w Sośnicowicach.

## Działalność naukowa

### Patenty
- 2 patenty z dziedziny syntezy chemicznej w Urzędzie Patentowym w Warszawie.

### Publikacje
- 7 publikacji w latach 1961–1963 w technicznej prasie krajowej i zagranicznej z dziedziny polimerów powłokotwórczych.
- 20 publikacji w okresie 1962–1965 w Bulletin Périodique d'Information de la Compagnie Française Thomson-Houston na temat lakierów elektroizolacyjnych i technologii produkcji drutów nawojowych.

### Referaty naukowe
- III Kollokwium Polimerów PAN – Łódź styczeń 1961
- Lakk és Festék Symposium – Budapeszt sierpień 1961
- Konferencja Naukowo-Techniczna Instytutu Farb i Lakierów – Zakopane grudzień 1961
- IV Kollokwium Polimerów PAN – Łódź wrzesień 1962

## Inne publikacje
W latach 2010–2018 opublikował przeszło 70 felietonów w serwisie społecznościowym platformy Radia Wnet.

## Działalność społeczna
- w 1980 inicjator "trójki założycielskiej" NSZZ „Solidarność” w Biurze Projektów BIPROKWAS w Gliwicach, wybrany następnie Przewodniczącym Komisji Rewizyjnej Zakładowej Komisji NSZZ „Solidarność” w tym Biurze.
- w okresie od 15 grudnia 1981 do 14 lipca 1982 internowany w stanie wojennym w Polsce w obozach: Zabrze-Zaborze, Kokotek, Jastrzębie-Szeroka i Uherce.
- 1989–1990 wiceprzewodniczący Gliwicko-Zabrzańskiego Komitetu Obywatelskiego „Solidarność”.
- w 1992 członek współzałożyciel Fundacji na Rzecz Rozbudowy Regionalnego Centrum Onkologii w Gliwicach.

## Praca w samorządzie
- w pierwszych wolnych wyborach samorządowych 27 maja 1990 został z listy Komitetu Obywatelskiego Solidarność wybrany radnym gminy Gliwice.
- 1990–1993 – pierwszy po transformacji ustrojowej Przewodniczący Rady Miejskiej w Gliwicach.